# Vilijampolė

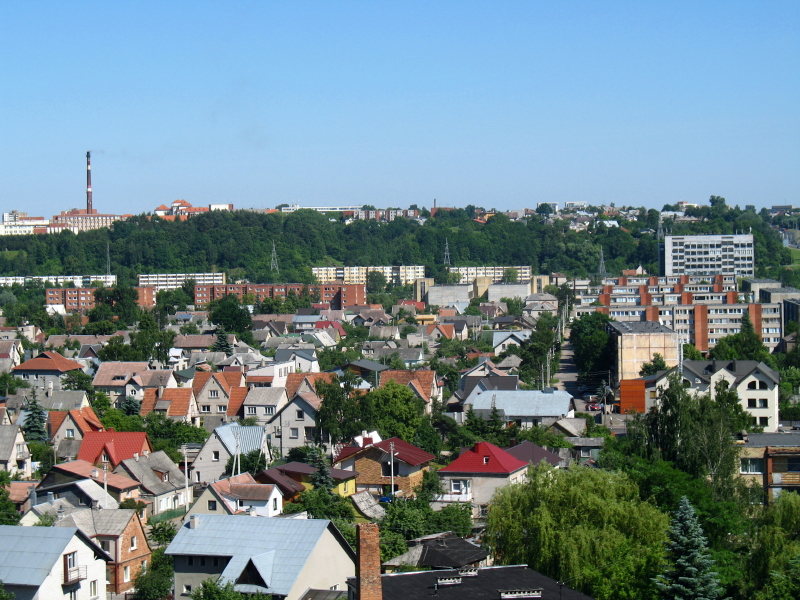
Vilijampolė. Vue depuis la colline de Milikoniai.

Vilijampolė est une Seniūnija, quartier de Kaunas, en Lituanie. Elle est située sur la rive droite de la rivière Néris et du fleuve Niémen, près de leur confluence. Elle est connue sous le nom de Slobodka pour la Yechiva qui y fut fondée à une époque où elle n'était encore qu'un faubourg de Kaunas.

## Histoire
La Yechiva de Slobodka est fondée en 1881, par le rabbin Nosson Tzvi Finkel.